# Euxoa mendeli
Euxoa mendeli är en fjärilsart som beskrevs av Fernández 1918. Euxoa mendeli ingår i släktet Euxoa och familjen nattflyn. Inga underarter finns listade i Catalogue of Life.